# Hansenius schoutedeni
Hansenius schoutedeni es una especie de arácnido del orden Pseudoscorpionida de la familia Cheliferidae.

## Distribución geográfica
Se encuentra en la República Democrática del Congo.